# I Love You, You’re Perfect, Now Change
I Love You, You’re Perfect, Now Change  (Люблю тебя, ты лучше всех, теперь изменись) — офф-бродвей мюзикл Джо Ди Пьетро (либретто) и Джимми Робертса (музыка).

## Сюжет
Мюзикл состоит из набора сцен, объединенных общей темой, повествующие, по словам создателей, о том, что «вы всегда втайне думали про свидания, романтику, брак, партнеров, мужей, жен и детей, но боялись признать». Сцены не связанные друг с другом, выстроены в порядке развития отношений на протяжении всей жизни. Сначала первое свидание, потом — сцена свадьбы, за ней — процесс семейной жизни и воспитания детей. В оригинальной постановке, несмотря на большое количество персонажей, участвовало всего четверо актёров.

## Постановки

### Нью-Йоркская премьера
Премьера оригинальной постановки состоялась 1 августа 1996 года на сцене Вестсайдского театра. До закрытия 27 июля 2008 года прошло 5003 представления.
- Продюсеры: James Hammerstein, Bernie Kukoff, Jonathan Pollard
- Режиссёр: Joel Bishoff
- Музыкальный руководитель: Tom Fay
- Дизайнер сцены: Neil Peter Jampolis
- Дизайнер света: Mary Louise Geiger
- Дизайнер костюмов: Candice Donnelly
- Саунддизайнер: Duncan Edwards
- Актёры: Jordan Leeds, Robert Roznowski, Jennifer Simard, Melissa Weil
- Музыкант: Jacqui Carrasco

### Мировые постановки
Мюзикл насчитывает больше десятка переводов на другие языки (иврит, испанский, голландский, венгерский, чешский, японский, корейский, итальянский, португальский, немецкий, каталонский, финский, китайский, норвежский, русский и др.) и неоднократно ставился во многих странах мира. Количество городов, в которых мюзикл когда-либо был показан, превышает 500. Постановки неоднократно удостаивались престижных национальных премий как лучший музыкальный спектакль.

### Московская постановка
Российская премьера мюзикла I Love You, You’re Perfect, Now Change, в постановке арт-группы Fellowship, состоялась 24 декабря 2011 года в ДК МИИТ.
- Режиссёр, автор перевода: Елена Дорохина
- Технический директор, саунддизайнер: Владимир Алимин
- Дизайнер света: Евгений Корчинский
- Музыкальный руководитель: Полина Арцис
- Хореографы: Александра Даниленко, Александр Богданов, Анна Горовая
- Дизайнеры сцены: Алла Арцис, Павел Четверин, Юлия Лисица
- Главный костюмер: Анна Орлова
- Зав. постановочной частью: Юрий Орлов
- Звукорежиссёры: Владимир Алимин, Елена Певчева
- Актёры: Андрей Малышев, Антон Соколов, Данила Жиляев, Дарья Железнова, Екатерина Смирнова, Елена Платонова, Марина Ильина, Павел Четверин, Петр Соколов, Юлия Заславская
- Музыканты: Вадим Рыжков (клавишные), Анна Денисова (скрипка), Ксения Савченко (бас-гитара)
- Танцоры: Владимир Яшунский, Максим Рытиков, Григорий Пашухин, Антон Антонов, Дмитрий Иванов, Сергей Смирнов, Михаил Матвеенко, Елена Маврикиди, Маргарита Лебедева, Ольга Камалова, Анна Завражная, Евгения Патаракина, Елена Сизова, Дарья Майорова, Анна Карпова

## Сцены
| Первый АКТ 1. Prologue (Prologue + Cantata for a First Date) Пролог (Пролог + Кантата «Первое свидание») 2. Not Tonight, I’m Busy, Busy, Busy (We Had it All) Не сегодня, я очень-очень-очень занята (Да, было всё) 3. A Stud and a Babe (A Stud and a Babe) Жеребец и красотка (Жеребец и красотка) 4. Men Who Talk and the Women Who Pretend They’re Listening (Single Man Drought + Why? 'Cause I’m a Guy) Мужчины, которые говорят, и женщины, которые делают вид, что слушают (Дефицит холостяков + Ведь я мужик!) 5. Tear Jerk (Tear Jerk) Слезы (Слезы) 6. The Lasagna Incident (I Will Be Loved Tonight) Случай с лазаньей (Сегодня меня будут любить) 7. And Now the Parents (Hey There, Single Gal/Guy) А теперь родители (Эй, ты, холостяк) 8. Satisfaction Guaranteed Удовлетворение гарантировано 9. I’ll Call You Soon /Yeah, Right/ (He Called Me) Я перезвоню /Ага, конечно/ (Он перезвонил) 10. Scared Straight Под страхом смерти 11. Wedding (Cantata Reprise #1 + Wedding Vows) Свадьба (Реприза кантаты № 1 + Клятва) | Второй АКТ 1. Bridesmaid (Cantata Reprise #2 + Always a Bridesmaid) Подружка невесты (Реприза кантаты № 2 + Вечно подружка) 2. Whatever Happened to Baby’s Parents? (The Baby Song) Что случается с родителями младенцев? (Детская песня) 3. Sex and the Married Couple (Marriage Tango) Секс и женатая пара (Брачное танго) 4. The Family that Drives Together… (On the Highway of Love) Семейная поездка (На трассе любви) 5. Waiting (Waiting Trio) Ожидание (Трио ожидания) 6. Shouldn’t I Be Less In Love With You? (Cantata Reprise #3 + Shouldn’t I Be Less In Love With You?) Разве я не должен разлюбить? (Реприза кантаты № 3 + Разве я не должен разлюбить?) 7. The Very First Dating Video of Rose Ritz Первое видео Розы Гольц для службы знакомств 8. Funerals are for Dating (I Can Live With That) Знакомство на похоронах (Можно жить и так) 9. Epilogue (Epilogue + I Love You, You’re Perfect, Now Change) Эпилог (Эпилог + Люблю тебя, ты — лучше всех, изменись) |

## Аудиоверсия
- 26 ноября 1996 года, был выпущен OCR (Varèse Sarabande VSD-5771) , включающий в себя следующие песни:

1. Prologue/Cantata For A First Date
2. A Stud And A Babe
3. Single Man Drought
4. Why? 'Cause I’m a Guy
5. Tear Jerk
6. I Will Be Loved Tonight
7. Hey There, Single Guy/Gal
8. Satisfaction Guaranteed
9. He Called Me
10. Cantata Reprise/Wedding Vows
11. Cantata Reprise/Always A Bridesmaid
12. The Baby Song
13. Marriage Tango
14. On The Highway Of Love
15. Waiting Trio
16. Cantata Reprise
17. Shouldn’t I Be Less In Love With You?
18. I Can Live With That
19. Epilogue/I Love You, You’re Perfect, Now Change

## Интересные факты
- Одной из традиций постановки стала возможность зрителей в конце спектакля сделать предложение своим возлюбленным прямо со сцены. Таких случаев в истории мюзикла было более 60, причем ни одно такое предложение отвергнуто не было.